# 大庭みな子
大庭 みな子（おおば みなこ、1930年11月11日 - 2007年5月24日）は、日本の小説家。本名・美奈子。東京市出身。
東京渋谷に生まれる。海軍軍医の父の転勤に伴い、各地を転々とする。敗戦を広島で迎え、原爆の惨状が文学の原点となった。
津田塾大学英文学科を卒業後、結婚。夫の転勤によるアラスカ生活中、現地から投稿した『三匹の蟹』(1968年)で芥川賞受賞。以後、時空を超えて混沌とした人間関係と性の様態に迫った『寂兮寥兮』(1982年)などを発表。『啼く鳥の』(1985年)前後から人間・自然・他の生物一体の宇宙観を展開した。

## 来歴・人物
東京渋谷生れ。海軍軍医の父の転任で、海軍の要地に移り住む。
広島県呉市（呉市二河小学校）、広島県江田島（従道小学校(海軍兵学校内)）、愛知県豊川市（豊橋高等女学校(現愛知県立豊橋東高校)）、広島県賀茂郡西条町（現東広島市）などで育つ。賀茂高等女学校（現広島県立賀茂高校）在籍時の1945年8月末から原爆投下後の広島市に救援隊として入り、その惨状に強い衝撃を受ける。この時見た被爆地の悲惨な光景が文学的原点となった。終戦後、岩国高等女学校（現山口県立岩国高校）、新潟高等女学校（現新潟県立新潟中央高校）を経て津田塾大学学芸学部英文学科卒業。
1959年10月、夫の仕事の都合により、アラスカに移住する。1968年、アメリカの市民生活を描いたデビュー作『三匹の蟹』で、群像新人文学賞・芥川賞を受賞した。1970年帰国。
1975年『がらくた博物館』で女流文学賞、1982年『寂兮寥兮（かたちもなく）』で谷崎潤一郎賞、1986年『啼く鳥の』で野間文芸賞、1991年評伝『津田梅子』で読売文学賞、2003年『浦安うた日記』で紫式部文学賞受賞。
小説からエッセイ、評論、詩集など作品多数あり、ドナルド・キーンなどの著作や児童文学の翻訳もある。講談社より『大庭みな子全集』（全10巻）が刊行されている。1987年から河野多惠子と共に芥川賞初の女性選考委員となり、1997年まで務めた。1991年、日本芸術院会員、その他日本ペンクラブ副会長、女流文学者会代表などを務めた。フェミニズムに関心が高く、対談集などで精力的に発言していた。
1996年に脳梗塞で倒れ、左半身不随で車いす生活になった。それ以降は夫の協力を得て、口頭筆記で著述を行っていた。2007年5月24日午前9時14分、腎不全のため入院先で没した。76歳没。夫の利雄は、この介護を題材とした手記「終わりの蜜月」を発表している。
なお没後、絶筆となった短編やエッセイを含む『風紋』と、倒れる直前まで執筆していた未完の長編『七里湖』が相次いで刊行された。
2009年5月から、日本経済新聞出版社より2回目の全集（全25巻）が刊行されている。

## 受賞歴
- 1968年 - 『三匹の蟹』で群像新人文学賞・芥川賞
- 1975年 - 『がらくた博物館』で女流文学賞
- 1982年 - 『寂兮寥兮（かたちもなく）』で谷崎潤一郎賞
- 1986年 - 『啼く鳥の』で野間文芸賞
- 1989年 - 「海にゆらぐ糸」で川端康成文学賞[3]
- 1991年 - 『津田梅子』で読売文学賞（評論・伝記部門）
- 1996年 - 「赤い満月」で川端康成文学賞（二度目）[3]
- 2003年 - 『浦安うた日記』で紫式部文学賞

## 著書（刊行順）
- 『三匹の蟹』（講談社/1968年）のち文庫、文芸文庫、小学館P+D BOOKS
- 『ふなくい虫』（講談社/1970年）のち文庫
- 『幽霊達の復活祭』（講談社/1970年）のち文庫
- 『栂の夢』（文藝春秋 1971年）  のち文庫
- 『魚の泪』（中央公論社/1971年）のち文庫
- 『錆びた言葉』※詩集（講談社/1971年）
- 『胡弓を弾く鳥』（講談社/1972年）
- 『野草の夢』（講談社/1973年）
- 『死海のりんご』※戯曲（新潮社/1973年）
- 『がらくた博物館』（文藝春秋/1975年）のち文庫
- 『青い狐』（講談社/1975年）
- 『浦島草』（講談社/1977年）のち文庫、文芸文庫
- 『醒めて見る夢』（講談社/1978年）
- 『蒼い小さな話』（角川書店/1978年）
- 『対談・性としての女』高橋たか子（講談社/1979年）
- 『花と虫の記憶』（中央公論社/1979年）のち文庫
- 『淡交』（河出書房新社/1979年）
- 『女の男性論』（中央公論社/1979年）のち文庫
- 『霧の旅』1－2（講談社/1980年）
- 『オレゴン夢十夜』（新潮社/1980年）のち集英社文庫、講談社文芸文庫
- 『寂兮寥兮（かたちもなく）』（河出書房新社/1982年）のち文庫、講談社文芸文庫
- 『島の国の島』（潮出版社/1982年）
- 『私のえらぶ私の場所』（海竜社/1982年）
- 『夢を釣る』（講談社/1983年）
- 『帽子の聴いた物語』講談社、1983
- 『夢野』（講談社/1984年）
- 『舞へ舞へ蝸牛』（福武書店/1984年）のち文庫
- 『駆ける男の横顔』（中央公論社/1984年）
- 『田園のうた（詩）』（佑学社/1984年）
- 『楊梅洞物語』（中央公論社/1984年）
- 『女・男・いのち エッセイ』（読売新聞社/1985年）「続女の男性論」中公文庫
- 『ドラマ』（作品社/1985年）
- 『啼く鳥の』（講談社/1985年）のち文芸文庫
- 『三面川』（文藝春秋 1986年）
- 『大庭みな子の竹取物語・伊勢物語』（集英社/1986年）のち文庫
- 『鏡の中の顔』（新潮社/1986年）
- 『大庭みな子の雨月物語』（集英社/1987年）のち文庫
- 『王女の涙』（新潮社/1988年）のち文庫
- 『生きもののはなし』（読売新聞社/1988年）
- 『性の幻想 対談集』（河出書房新社 1989年）
- 『虹の橋づめ』（朝日新聞社/1989年）のち文庫
- 『海にゆらぐ糸』（講談社/1989年）のち文芸文庫
- 『古典の旅　万葉集』（講談社/1989年）「「万葉集」を旅しよう」文庫
- 『魔法の玉』（TBSブリタニカ/1989年）
- 『新輯お伽草子』（河出書房新社/1990年）
- 『津田梅子』（朝日新聞社/1990年）のち文庫
- 『虹の繭 自選短篇集』（学芸書林/1990年）
- 『大庭みな子全集』全10巻（講談社、1990－91年）
- 『郁る樹の詩 母と娘の往復書簡 』大庭優共著 （中央公論社/1992年）
- 『想うこと』（読売新聞社/1992年）
- 『やわらかいフェミニズムへ 対談集』（青土社/1992年）
- 『二百年』（講談社/1993年）
- 『雪』（福武書店/1993年）
- 『むかし女がいた』（新潮社/1994年）のち文庫
- 『もってのほか』（中央公論社/1995年）
- 『わらべ唄夢譚』（河出書房新社/1995年）
- 『<山姥>のいる風景 対談』水田宗子（田畑書店/1995年）
- 『おむぶう号漂流記』（岩波書店/1996年）
- 『炎える琥珀』水田宗子共著（中央公論社/1996年）
- 『初めもなく終わりもなく』（集英社/1998年）
- 『楽しみの日々』（講談社/1999年）
- 『雲を追い』（小学館/2001年）
- 『ヤダーシュカミーチャ』（講談社/2001年）
- 『大庭みな子の枕草子』（講談社/2001年）
- 『浦安うた日記』（作品社/2002年）
- 『大庭みな子全詩集』（めるくまーる/2005年）
- 『風紋』（新潮社/2007年）
- 『七里湖』（講談社/2007年）※未完
- 『大庭みな子全集』全25巻（日本経済新聞出版社/2009年-2011年）

### 共著編
- 『古寺巡礼京都 24 清水寺』大西良慶共著 淡交社 1978
- 『対談・性としての女』高橋たか子共著 講談社 1979
- 『日本の名随筆 53 女』編　作品社 1987
- 『新潮古典文学アルバム 古事記・日本書紀』神野志隆光共編 新潮社 1991
- 『郁る樹の詩 母と娘の往復書簡』大庭優共著 中央公論社 1992
- 『<山姥>のいる風景 対談』水田宗子共著 田畑書店 1995
- 『炎える琥珀』水田宗子共著 中央公論社 1996
- 『現代日本文化論 2 家族と性』河合隼雄共同編集 岩波書店 1997
- 『テーマで読み解く日本の文学 現代女性作家の試み』監修 小学館 2004

### 翻訳
- ジェイムズ・ボールドウィン,マーガレット・ミード『怒りと良心 人種問題を語る』平凡社 1973
- ローズマリー・ウエルズ 『いたずらノラ』文化出版局 1977 (ミセスこどもの本) 1977
- ローズマリー・ウエルズ 『モリスのまほうのふくろ』文化出版局 1977
- ヘレン・バックレイ『ゆっくりおじいちゃんとぼく』佑学社(アメリカ創作絵本シリーズ)　1979
- ローズマリー・ウエルズ 『スタンレイとローダ』文化出版局 1979
- マージョリー・ワインマン・シャーマット『ぼくうそついちゃった』佑学社 1980
- ミラ・ギンズバーグ『みんなおやすみ』ほるぷ出版 1985
- 『ノアのはこ舟のものがたり』エルマー・ボイド・スミス再話・絵 ほるぷ出版 1986
- 『ジャネット・マーシュの水辺の絵日記』ティビーエス・ブリタニカ 1986
- 『少年少女古典文学館 枕草子』清少納言 講談社 1991
- ドナルド・キーン『古典の愉しみ』ドナルド・キーン JICC出版局 1992　のち宝島社文庫

## 関連書籍
- 江種満子『大庭みな子の世界　アラスカ・ヒロシマ・新潟』新曜社  2001
- 水田宗子『大庭みな子記憶の文学』平凡社 2013
- 大庭利雄『終わりの蜜月 大庭みな子の介護日誌』新潮社 2002
- 大庭利雄『最後の桜 妻・大庭みな子との日々』河出書房新社 2013